# REIDEEN
『REIDEEN』（ライディーン）は、2007年3月3日から9月1日までWOWOWで放送された日本のロボットアニメ作品。全26話。

## 概要
原案は、1975年から1976年にかけて放送されたテレビアニメ作品『勇者ライディーン』。しかし一部引き継がれている設定・要素以外は、全く別の物語である。
主人公才賀淳貴がライディーンに乗り込むと、操縦中、降りた後を含めて、全裸になる点は『超者ライディーン』と同様。その後設定変更が為され、乗り込む時には全裸のままだが乗り込んだ後にはバトルスーツを着込んだ状態になり、降りた後は乗り込む前の服装に戻るようになった。ライディーンが乗り込む前の服や眼鏡、乗っていたバイク等を預かっていて、降りる時にそれを返してくれるとの事。なお、その時の効果として汚れたものが綺麗になって返ってくる（例：前田崎の自転車）。
才賀教授のノートや石板、ライディーンの腕輪の内側などに書かれている神代文字は、ライディーンの搭乗者にしか読めないとされている。

## ストーリー
時代は近未来の日本。立国高校に通う主人公「才賀淳貴」は、失踪した父・巧の遺体発見の連絡により、母（林檎）、妹（倉夏）と共に発見現場である「黒神山遺跡」へと向かう。
遺跡の中で意識を失った淳貴は黄金に輝く巨人の夢を見る。目を覚ました淳貴の手に残された腕輪には神代文字が刻まれていた。腕輪に呼応するかのように、突如現れた巨獣機によって壊されたダムの濁流に飲み込まれた淳貴を謎の光が包む。同じ頃、黒神山から黄金の巨人が現れて……。

## 登場人物

### 地球側
才賀 淳貴（さいが じゅんき）
声 - 我妻正崇
主人公。ライディーンの操縦者で、宇宙から侵略してくる巨獣機と戦う事になる高校生の少年。成績優秀で過去に剣道で全国大会に出場した経験があるなど、文武に秀でている反面、男女関係において鈍感であるなど、心情面で未発達な部分を指摘されることもある。また、幼馴染の栞と妹の倉夏に度々振り回されており、彼女達から逃げ回ることが多い。
碧乃 玲（みどりの あきら）
声 - 千葉紗子
立国高校1年で、災害に遭った宮野辺村から転校してきた少女。常に冷静で、クラスメートに対しても寄り添わず突き放さずといった態度を貫く。その正体はライディーンの意思そのものである。彼女はライディーンが人間を観察するために作った外部端末である。その体は（作中の人類の科学技術では）どんなに調べても「ただの人間」という結果しか出ない。
才賀 倉夏（さいが くらか）
声 - こやまきみこ
淳貴の妹。私立中学1年。淳貴がライディーンに乗って巨獣機と戦っている事は知らない。性格は軽く、食べ物と交換で罪悪感なく淳貴を売るほどである。
才賀 林檎（さいが りんご）
声 - 紗ゆり
淳貴と倉夏の母。10年前、夫・巧が宮野辺村付近で行方不明となってから、女手ひとつで子供達を育てた。
小早川 栞（こばやかわ しおり）
声 - 岡田優香
立国高校1年。淳貴の幼なじみで、クラスメイト。淳貴の一番の理解者と自負しているが、淳貴からは「小さな親切、大きなお世話」として迷惑がられている。また淳貴に起こった出来事を周囲に簡単に言いふらしてしまう軽いところがある。淳貴が偶然拾うも落としてしまったガディオンの起動キーを拾って、携帯のストラップに付けてしまったせいで、後にロクセルに狙われる。
高橋 敏久（たかはし としひさ）
声 - 宮下栄治
立国高校1年。淳貴のクラスメートの一人。大柄でオヤジ臭い顔立ちと野次馬根性あふれる性格から友人達からは「オッサン」と呼ばれている。

#### 自警隊（じけいたい）
作中の日本における自衛隊に当たる組織。

##### 白鷺部隊（しらさぎぶたい）
淳貴を護衛し、ライディーンの活動支援と謎の解明のために組織されたスペシャリスト集団。前田崎の上申書によって結成された。とはいえ、元は資料室という窓際部署であり、メンバーも３人のままである。
前田崎 太郎（まえださき たろう）
声 - 三木眞一郎
「白鷲部隊」のリーダー。オーパーツや超能力といったなかばオカルトに属する分野に興味を示し、そのことから淳貴やライディーンと関わることになる。飄々とした青年。階級は三尉。名刺に名前を区切っていないため、名刺を見た人からは「まえだ・さきたろう」と必ずと言っていいほど読み間違えられる。
頭脳労働および他部署との折衝・交渉が担当で格闘や銃撃などは苦手であり、それらは星川や寺崎に頼る。
星川 花（ほしかわ はな）
声 - 本田貴子
「白鷲部隊」の一員で、部隊の中で唯一の女性隊員。超能力を使える。テレキネシスで小石を数秒間、宙に浮かべたり、淳貴やライディーンの気配を感じ取ったりした。超能力という常人には持ち得ない能力を持つ立場から淳貴に助言をする。階級は二尉。格闘や銃撃能力も寺崎に並ぶ。
前田崎から無理難題を「超能力で何とかしろ！」とふっかけられ、「無理よ！」と返すのがお約束。
25話で淳貴と共に宇宙人の母船に潜入。ライディーンの腕輪を奪還するも、ロクセルが乗ったガディオンの行動で生死不明となってしまう。
寺崎 宗次（てらさき そうじ）
声 - 藤原啓治
「白鷲部隊」のメンバー。格闘、銃器のプロフェッショナルで、その方面では高い能力を示す。階級は三曹。

##### 第201特殊施設群
自警隊が開発した迅雷、疾風を運用する部隊。
植村　正臣
声 - 志村知幸
第201特殊施設群の司令官。57歳。前田崎の上申書を採用して白鷺部隊を結成するよういやいや指示した。だが最後まで淳喜やライディーンに友好的に接した。
鯨岡
声 - 飯塚昭三
迅雷、疾風を運用する部隊の現場指揮官。
別府
声 - 勝沼紀義
岩室
声 - 風間勇刀
山田
声 - 三戸耕三
鯨岡の指揮下で迅雷、疾風を運用する三名のパイロット。特に岩室は淳貴をライバル視（時によっては敵視）している。後に整備員をライディーンに救助してもらってからは良好な関係を築く。
古木
声 - 納谷六朗
40歳。迅雷部隊の整備班長。

##### その他の自警隊関係者
野田幕僚長
声 - 秋元羊介
第5話にて巨獣機ポソンにライディーンが捕らえられた際、迅雷部隊にライディーンごとミサイル攻撃を指示した。
安藤
声 - うえだゆうじ
異星人との交渉の席に着く自警官。前田崎と同期で、大学でも首席と優秀ではあるが、事態をゲームのように処理するため、前田崎は警戒感を抱いていた。階級は一尉。

### 銀河連盟
複数の種族の宇宙人からなる組織。ライディーンを捕獲、分析して「神にも等しい力」を入手するため、巨大な宇宙船で地球にやって来た。様々な巨獣機を作ってライディーンを捕獲しようとする。
グヴァール
声 - 藤原啓治
フェバイト星人。銀河連盟、ライディーン捕獲計画幹部。学者のようであり、思虚深く、冷静沈着。
ダダ
声 - 間宮くるみ
ギゴム星人。銀河連盟、ライディーン捕獲計画幹部。参謀的な役割もこなす女性型の異星人。
ジャラスカ
声 - 志村知幸
ゴルド星人。銀河連盟、ライディーン捕獲計画幹部。考えるよりも先に手が動いてしまう好戦的なタイプ。外見は恐竜のようなトカゲ型の異星人。
ロクセル
声 - 野島裕史
ティケット星人。ガディオンの操縦者で、銀河連盟に所属しながら、ライディーン捕獲計画とは別にライディーンを捕獲しようともくろんでいる。
かつて淳貴とライディーンの関係同様に、ガディオンと腕輪を発見し、操縦者となった。だがガディオンを銀河連盟に奪われた後、故郷のティケット星を滅ぼされる。
ケト
声 - 三ツ木勇気
ロクセルに付き従う猫に似た姿をしたもの。ロクセルの言葉を日本語に翻訳したりするなど、知能は高い様子。

## 登場メカニック
“おおいなるもの”ライディーン
黒神山遺跡から発見された金色の腕輪で呼び出される黄金の巨人。身長：約70m 体重：約8万t
腕輪の装着者の「ライディーン」の呼びかけによって呼び出され、「フェードイン」の発声によって搭乗する。
操縦システムはマスタースレイブ方式だが、ライディーンが受けた損傷がそのまま搭乗者自身の体にダメージを与える。
基本的には腕輪の所持者に従うものの、その能力はさまざまな条件によって限定される。
ゴッドソード、ゴッドワンドといった武装を召喚し使いこなす。また、各地の遺跡に封じられている強化パーツによって、さまざまな状況に対応するシステムが備えられている。
正体は、はるか昔に滅びた種族が作った戦闘ロボットである。だが永遠の時間を過ごした末に、神にも等しい力を持つに至った。それ故に自らの力を封印し、長い眠りについていた。
- ゴッドバード：ライディーンが変形する黄金鳥型の飛行形態。超高速飛行が可能で、全身が白銀にコーティングされ体当たり攻撃をする。宇宙空間での飛行も可能。
- ゴッドマリン：海底遺跡に封印されていた水中活動用オプションパーツ。半透明状の水中用パーツとゴッドバードが合体する事により水中での高速潜行を可能にする。
  - ゴッドボイス：ゴッドマリンから発せられる光の波動で相手の動きを止める。
  - ゴッドウィンド：ゴッドマリンでの体当たり攻撃。

- ゴッドソード：ライディーンの使う白銀の剣。通常は背中の羽に包まれるように収納されている。
- ゴッドアロー：右腕に装備された黄金の弓で、展開し光の矢を放つ。
- ゴッドワンド：天空より召喚される黄金の錫杖。使う事で光の魔法陣が浮かび上がり魔法のような不可思議な効果を発する。その効果は、相手の能力を打ち消したり、ゴッドアローの矢を分散させたり、防御壁を張ることなど。
- ゴッドブロック：左腕に内蔵された盾。螺旋状に展開しライディーンを守る。
- ゴッドブレイド：月に隠されていた超巨大な剣。刀身の長さは数千km以上にも及び、使用の際には刀身の後部からスラスター噴射によって動かされる。
- フラッシュドライブ：瞬間移動を可能にする。

ガディオン
ライディーンと同じテクノロジーによって作られた銀色の巨人で初登場は11話。ティケット星から発見された。背中を翼状に展開して飛行や大気圏突破も出来る。また外見もライディーンと正反対で円筒形を主体にした手足を持つ。
ライディーンの腕輪を奪われた淳貴が一度だけ搭乗したこともある。
- ガディオンソード：背中に装備されている二振りの大剣。ブーメランのように飛ばすことも出来る。

迅雷（じんらい）
自警隊によって開発、運用されている二足歩行重機。開発名目は災害救助用となっているが、ミサイルを搭載できるなど、兵器としての運用も考慮に入れられている。操縦システムは電波による遠隔操作で、パイロットは指揮車両の中にいる。したがって迅雷本体が破壊されてもパイロットは(指揮車両が破壊されない限り)無事である。状況によって操縦者を入れ替えるなど、運用の柔軟性は高い。だが巨獣機に比べて歩行速度や旋回性能は遅く、機動力が悪いのが弱点。
疾風（はやて）
自警隊によって開発、運用されている二足歩行重機。可変機構をもち、単独飛行を行える他、気化爆弾を搭載できるなど、兵器としての側面が迅雷よりも強く出ている。操縦システムをほぼ迅雷と共有している。
紫雲（しうん）
無人偵察ヘリコプター。迅雷部隊が複数使用している。
龍雲（りゅううん）
大型の輸送ヘリコプター。迅雷や迅雷部隊の指揮車両を空輸する。迅雷は一機につき龍雲二機で、指揮車両は龍雲一機で空輸可能。

## 巨獣機
異星人が送り込む巨大メカで、生物的なフォルムをもつものが多い。ライディーンを捕らえる為に送り込まれるが、ライディーン出現以前から一般の人々にも周知されていた。
バゲルス
- 全長：約66m 体重：4万5000t。

獣型巨獣機。パワー型。背部の,ビーム砲 アンカーアーム｡
プネヴーマ
- 全長：約110m 体重：3万5000t。

昆虫型巨獣機。アクティブカムフラージュシステムという透明化が可能。6本の腕が分離飛行｡
ポソン
- 全長：約70m 体重：3万t。

昆虫型巨獣機。分離合体、飛行能力を持ち相手に取り付く。
ゼテーシス
- 全長：約80m 体重：3万t。

メカ型巨獣機。高速飛行が可能な空中格闘戦型。4本の脚,チェーンナックル,腹部のネット
ミゥダ（DVDジャケットの表記はミュダ）
- 全長：約90m 体重：6万t。

獣型巨獣機。水陸両用型。強力な防御フィールドを張り、30km四方のエネルギーを吸収する能力を持つ。腰についた球体は,ライディーンのエネルギーをも吸収｡ （吸収しすぎて,身体中にひび割れをおかす｡）
アポクト
- 全長：約70m 体重：5万t。

獣型巨獣機。パワー重視。背中のミサイル,下顎の大型手裏剣,口の中の転送装置｡
タラットス
- 全長：約650m 触手：約25m 体重：測定不能。

甲殻類型巨獣機。水中行動タイプ。背部の触手｡
パゴーダ
- 全長：約70m 体重：3万t。

メカ型巨獣機。気象を操るタイプ。飛行形態に変形｡
タフウィーラ
- 全長：約180m 体重：測定不能。

メカ型巨獣機。地下鉄になりすます偽装能力を持つ。頭部は目の着いた手首その物｡ 隕石の姿で出現｡
ラジューク
- 全長：約100m 体重：測定不能。

メカ型巨獣機。要塞のようなタイプ。スピードは,遅いが、敵を取り込むほどの能力を持つ｡
ジンザン
- 全長：約100m 体重：0。

現象型巨獣機。相手を自分の有利な次元に誘い込む事が出来る。 夢の中では,甲冑に身を包んだ魔王で,剣が武器｡
ウルティマ
- 全長：約110m 体重：測定不能。

メカ型巨獣機。円筒形の胴体の上に三本の腕を持ち、21門のビーム砲を装備。全方位への攻撃が可能。ライディーンに乗ったロクセルとガディオンに乗った淳貴によって破壊されるも、破片がライディーンとガディオンに取り付き、2体を宇宙人の宇宙船に回収する。
グラウス・デュカ
銀河連盟の宇宙船が、ガディオンを吸収して変形した超巨大巨獣機。ライディーンと最後の決戦を行なう。

## スタッフ
- 原作 - 東北新社
- 監督 - 本郷みつる
- 副監督 - 多田俊介
- シリーズ構成 - 本郷みつる、横谷昌宏
- キャラクターデザイン - 齋藤卓也
- メカニックデザイン - 竹内敦志、荒牧伸志
- 美術監督 - 野村正信
- 色彩設計 - 渡邊陽子
- 3D監督 - 林成輝
- 撮影監督 - 古川誠
- 編集 - 濱宇津妙子
- 音楽 - 池頼広
- 音響監督 - 三間雅文
- プロデューサー - 宇田川美雪、黒木るい、北浦宏之
- 制作・著作 - 東北新社、Production I.G、WOWOW

## 主題歌
オープニングテーマ「manacles」
作詞 - sheena、伴都美子 / 作曲 - Jin Nakamura / 編曲 - 西川レオ / 歌 - 伴都美子
エンディングテーマ「駆け足の生き様」
歌・作詞・作曲 - 中村中 / 編曲 - 浦清英

## 各話リスト
| 話数 | サブタイトル         | 脚本       | 絵コンテ                   | 演出             | 作画監督                     |
| ---- | -------------------- | ---------- | -------------------------- | ---------------- | ---------------------------- |
| 1    | 蘇る伝説             | 横谷昌宏   | 本郷みつる                 | 本郷みつる       | 齋藤卓也                     |
| 2    | 伝説の勇者           | 横谷昌宏   | 本郷みつる                 | 本郷みつる       | 齋藤卓也                     |
| 3    | 見えない影           | 横谷昌宏   | 多田俊介                   | 鎌倉由実         | 矢萩利幸                     |
| 4    | 影との戦い           | 横谷昌宏   | 多田俊介                   | 鎌倉由実         | 矢萩利幸                     |
| 5    | 白鷲集まる           | 笠原邦暁   | うえだしげる               | うえだしげる     | 塩谷直義                     |
| 6    | 神なる鳥             | 笠原邦暁   | うえだしげる               | うえだしげる     | 小村方宏治                   |
| 7    | 新たなる風           | 横谷昌宏   | 榎本明広                   | 榎本明広         | 高橋英樹                     |
| 8    | 疾風暴走             | 横谷昌宏   | 榎本明広                   | 榎本明広         | 高橋英樹                     |
| 9    | 闇を呼ぶ者           | 竹内利光   | 山下祐                     | まつもとよしひさ | 上石恵美                     |
| 10   | 切り裂け!闇を        | 竹内利光   | 駒井一也                   | まつもとよしひさ | 上石恵美 向田隆              |
| 11   | ガディオン           | 横谷昌宏   | 橋本昌和                   | 橋本昌和         | 関口可奈味                   |
| 12   | 宇宙からの脱出       | 横谷昌宏   | 橋本昌和                   | 橋本昌和         | 関口可奈味                   |
| 13   | 祭                   | 横谷昌宏   | 小野学                     | 小野学           | 石川健介                     |
| 14   | 深海からの挑戦       | 笠原邦暁   | 小野学                     | 小野学           | 冨永拓生                     |
| 15   | 海に眠る伝説         | 笠原邦暁   | 小野学                     | 誉田晶子         | 冨永拓生                     |
| 16   | 狂った空             | 竹内利光   | 石平信司                   | 本郷みつる       | 黄瀬和哉                     |
| 17   | 嵐の中の襲撃         | 竹内利光   | 湖山禎崇                   | 湖山禎崇         | 齋藤卓也 秋山一則            |
| 18   | さよならの匂い       | 竹内利光   | 玉川達文                   | 玉川達文         | 矢萩利幸                     |
| 19   | 望まぬ力             | 竹内利光   | 山崎浩司                   | 山本秀世         | 黄瀬和哉                     |
| 20   | 止まった時間         | 浅野真樹子 | 石平信司                   | 誉田晶子         | 小村方宏治                   |
| 21   | 動き出した謀略       | 浅野真樹子 | 橋本昌和                   | 橋本昌和         | 関口可奈味                   |
| 22   | 目覚めよ、そして戦え | 本郷みつる | 本郷みつる                 | 本郷みつる       | 齋藤卓也 秋山一則            |
| 23   | ロクセル、再び       | 横谷昌宏   | 玉川達文                   | 湖山禎崇         | 高橋英樹                     |
| 24   | ガディオン、立つ     | 横谷昌宏   | 橋本昌和                   | 橋本昌和         | 関口可奈味                   |
| 25   | ライディーン、奪還   | 横谷昌宏   | 多田俊介                   | 多田俊介         | 矢萩利幸                     |
| 26   | 決 戦                | 横谷昌宏   | 竹内敦志 荒牧伸志 多田俊介 | 本郷みつる       | 齋藤卓也 小村方宏治 竹内敦志 |

## 放送局
| 放送地域 | 放送局         | 放送期間                      | 放送日時           | 放送系列       | 備考         |
| -------- | -------------- | ----------------------------- | ------------------ | -------------- | ------------ |
| 日本全域 | WOWOW          | 2007年3月3日 - 9月1日         | 土曜 19:00 - 19:30 | BSデジタル放送 |              |
| 東京都   | TOKYO MX       | 2007年10月23日 - 12月25日     | 火曜 21:00 - 21:30 | 独立UHF局      | 1 - 10話のみ |
| 日本全域 | ファミリー劇場 | 2008年1月20日 - 7月13日       | 日曜 19:00 - 19:30 | CS放送         |              |
| 岐阜県   | 岐阜放送       | 2008年12月9日 - 2009年6月30日 | 火曜 19:30 - 19:57 | 独立UHF局      |              |
| 栃木県   | とちぎテレビ   | 2010年2月25日 -               | 木曜 17:00 - 17:30 | 独立UHF局      |              |

## 裏REIDEENについて
ファミリー劇場のみ、本編声優陣による実況＋予告つきの「裏」REIDEENが放送された（木曜26時30分 - 27時00分）。画面右上に画面8分の1ぐらいの大きさで「裏REIDEEN」のロゴと、画面下に出演者と役名のテロップが表示される。出演者は以下の通り。
| 話数     | 出演声優                               | 放送日         |
| -------- | -------------------------------------- | -------------- |
| 第一話   | 我妻正崇、千葉紗子、岡田優香           | 2008年 1月25日 |
| 第二話   | 三木眞一郎、本田貴子、藤原啓治         | 2月1日         |
| 第三話   | 我妻正崇、千葉紗子、岡田優香           | 2月8日         |
| 第四話   | 三木眞一郎、本田貴子、藤原啓治         | 2月15日        |
| 第五話   | 我妻正崇、千葉紗子、岡田優香           | 2月21日        |
| 第六話   | 三木眞一郎、本田貴子、藤原啓治         | 2月28日        |
| 第七話   | 我妻正崇、千葉紗子、岡田優香           | 3月7日         |
| 第八話   | 三木眞一郎、本田貴子、藤原啓治         | 3月14日        |
| 第九話   | 我妻正崇、千葉紗子、岡田優香           | 3月21日        |
| 第十話   | 三木眞一郎、本田貴子、藤原啓治         | 3月28日        |
| 第十一話 | 我妻正崇、千葉紗子、岡田優香、野島裕史 | 4月4日         |
| 第十二話 | 三木眞一郎、本田貴子、藤原啓治         | 4月11日        |

## 漫画
角川書店『月刊少年エース』にて2007年1月号から9月号まで連載。単行本は全2巻。アニメ版とはストーリーや登場人物に違いがある。
- 原作：東北新社
- 漫画：烏丸匡
- 協力：Production I.G

### アニメ版との相違点
- 政府・自警隊の上層部は物語開始時点で銀河連盟から接触を受けており、彼等の地球来訪の目的がライディーンの奪取であると知っている。
- 前田崎太郎は迅雷部隊の指揮をするなど[注 9]、アニメ版とちがって閑職に追いやられてはいない。本人曰く「個人的に考古学に興味があり、才賀巧教授には良くしてもらった」。教授の遺品である黄金の腕輪を淳喜に渡す。またライディーンの搭乗者が淳喜である事には長らく気付かなかった。
- ロクセルは宇宙人では無い。ライディーンに対する碧乃玲の様に、ガディオンと共にある存在。冒頭では自警隊の安藤と共にいた。六瀬龍(ろくせ　りゅう)と名乗って淳喜の学校に転校してくる。小早川栞の碧乃に対する嫉妬心に気付き、ガディオンを呼ぶ銀の腕輪を渡す。
- 小早川栞は嫉妬心をロクセルに付け込まれてガディオンに搭乗し、ライディーンに乗った淳喜＋碧乃コンビと戦う。

## パチンコ
『CR REIDEEN』は、高尾より2010年7月頃に導入されたパチンコ機。スペックにより｢CR REIDEEN 女神篇」、｢CR REIDEEN 神速篇｣、｢CR REIDEEN 自警隊篇｣、｢CR REIDEEN 神速篇R2｣、｢CRA REIDEEN フェードインR2｣の5種類。「Production I.G×FROM SOFTWARE」とのタイアップにより美しいCGアニメーション演出を実現している。
また2014年6月には同じく高尾から『勇者ライディーン』とのコラボ作『CRダブルライディーン』が導入されている。

### イメージソング
ボーナスラウンド用に専用の楽曲（アニメとは無関係）が使用がされている。
『CR REIDEEN』より
「Let's Save The World」
作詞 - LINDEN / 作曲 - 末廣健一郎 / 編曲 - 大山曜 / 歌 - 影山ヒロノブ
「魂の記憶」
作詞 - 江幡育子 / 作曲 - 川崎可能 / 編曲 - 磯江俊道 / 歌 - Tama
『CR ダブルライディーン』より
「転生ラブレター」
作詞 - 高瀬愛虹 / 作曲 - 黒川陽介 / 歌 - SHAKE
「Try In The Future」
作詞 - 不明 / 作曲 - 不明 / 歌 - Cyua